# Pio Fedi
Pio Fedi, född 7 juni 1815 i Viterbo, död 31 maj 1892 i Florens, var en italiensk skulptör.
Fedi var från 1846 verksam i Florens. Bland hans arbeten, som alla kännetecknas av en nykter klassicism, märks statyer för Uffizigalleriets fasad, en staty av skulptören Niccolo da Pisano och kolossalgruppen Polyxena bortrövas av Pyrrhus för Loggia dei lanzi.